# August Ljungberg
August Johan Ljungberg, född 13 maj 2005, är en svensk fotbollsspelare som spelar för IK Sirius.

## Karriär
August Ljungbergs moderklubb är Danmarks IF men han kom till IK Sirius som 12-åring.
Ljungberg tävlingsdebuterade för Sirius A-lag den 19 februari 2023 i en 4–1-vinst över Oskarshamns AIK i Svenska cupen, där han blev inbytt i den 85:e minuten mot Herman Sjögrell. Den 17 april 2023 gjorde Ljungberg allsvensk debut i en 1–1-match mot Varbergs BoIS, där han blev inbytt i den 81:a minuten mot Melker Heier.